# Hans-Joachim Roedelius
Hans-Joachim Roedelius (parfois écrit Rödelius), né le 26 octobre 1934 à Berlin, est un compositeur allemand de musique électronique, d'ambient et de musique expérimentale ainsi qu'une figure importante du krautrock. Il est particulièrement connu pour avoir cofondé les groupes Kluster (devenu Cluster), Harmonia, et Aquarello.

## Biographie
À la fin 1967, Roedelius cofonde le collectif musical « Human Being », puis le Zodiak Free Arts Lab (avec Conrad Schnitzler), qui devient pendant quelques mois le haut lieu de la culture underground berlinoise. C'est au Zodiak qu'il rencontre Dieter Moebius. En 1970, Roedelius, Schnitzler et Moebius fondent Kluster, qui devient Cluster en 1971, après le départ de Schnitzler et son remplacement par Conny Plank.
Tout en étant membre de Cluster, Roedelius participe à de nombreux autres projets ou groupes, comme Geräusche, Plus/minus, Per Sonare, Harmonia, Meeting Point Vienna, Friendly Game, Aquarello et Tempus Transit. Il collabore avec d'autres artistes et compositeurs, comme Brian Eno, Peter Baumann ou Holger Czukay.
Roedelius écrit aussi des poèmes en anglais et en allemand, qu'il récite parfois dans ses albums. Les albums à son propre nom contiennent des morceaux de piano plutôt calmes et atmosphériques, comme Momenti Felici (solo, 1987), Pink, Blue and Amber (duo, 1996), Bastionen Der Liebe - Fortress of Love (1989, quatuor).

## Discographie
Dans Kluster / Cluster
- Voir Kluster and Cluster

Dans Harmonia
Dans Aquarello
- 1991 : Friendly Game (paru sous le nom : Roedelius, Capanni, Alesini)
- 1993 : To Cover The Dark
- 1998 : Aquarello (live)

Dans Aqueous
- 1997 : Meeting The Magus

Dans Human Being
- 2008 : Live 1968 (live)

Avec Brian Eno and Dieter Moebius
- 1978 : After the Heat

Avec Brian Eno, Dieter Moebius et Conny Plank
- 1984 : Begegnungen (compilation)
- 1985 : Begegnungen II (compilation)

Sur un album de Brian Eno
- 1984 : Before and After Science
  - Piste : "By This River", avec Dieter Moebius

Avec Alexander Czjzek
- 1987: Weites Land

Avec Globe Trotters Project
- 1999 : Vol. 1, Drive

Avec Conrad Schnitzler
- 2001 : Acon 2000/1

Avec Tim Story
- 2000 : The Persistence of Memory
- 2002 : Lunz
- 2008 : Inlandish

Avec Nikos Arvanitis
- 2002 : Digital Love

Avec Morgan Fisher
- 2005 : Neverless

Avec David Bickley
- 2008 : Bonaventura

Avec Kava
- 2008 : The Gugging Album
- 2009: Sustanza di Cose Sperata  avec Alessandra Celletti

Avec David Bickley
- 2008 : Bonaventura
- 2009

Albums solo
- 1978: Durch Die Wüste
- 1979: Jardin au Fou
- 1979: Selbstportrait
- 1980: Selbstportrait - Vol. II
- 1980: Selbstportrait Vol. III "Reise durch Arcadien"
- 1981: Lustwandel
- 1981: Wenn Der Südwind Weht
- 1982: Flieg' Vogel flieg'
- 1982: Offene Türen
- 1982: Wasser im Wind
- 1984: Geschenk des Augenblicks - Gift of the moment
- 1986: Wie das Wispern des Windes
- 1987: Momenti Felici
- 1989: Bastionen der Liebe - Fortress of love
- 1990: Variety of Moods
- 1991: Der Ohrenspiegel
- 1991: Piano Piano
- 1992: Cuando... Adonde
- 1992: Frühling
- 1993: Tace!
- 1994: Sinfonia Contempora No. 1
- 1994: Theatreworks
- 1995: Selbstportrait VI: The Diary of the Unforgotten
- 1995: Vom Nutzen der Stunden - Lieder vom Steinfeld Vol. I
- 1996: Sinfonia Contempora No. 2: La Nordica
- 1996: Pink, Blue And Amber
- 1996: La Nordica
- 1999: Selfportrait VII: dem Wind voran - ahead of the wind
- 1999: Amerika Recycled by America Inc
- 1999: Vom Nutzen der Stunden - Lieder Vom Steinfeld Vol.II
- 2000: Roedeliusweg
- 2000: Romance In The Wilderness
- 2000: Der Ohrenspiegel
- 2001: Veni Creator Spiritus
- 2002: Evermore
- 2002: Selbstportrait VIII - Introspection
- 2003: American Steamboat
- 2003: Counterfeit
- 2003: Vom Nutzen der Stunden - Lieder vom Steinfeld Vol.III
- 2005: Lunz-Reinterpretations
- 2006: Works 1968-2005 (compilation)
- 2007: Snapshots/Sidesteps
- 2008: Back Soon